# Бережки (городской округ Солнечногорск)
Бережки — деревня в Московской области России. Входит в городской округ Солнечногорск.

## Название
Бережки - народное название, указывающее на расположение деревни по берегам рек Истра. Применение геогр. термина во множ. ч. уменьш. формы - явление распространенное при образовании ойконимов: ср. Борки, Горки, Лужки, Озерки и т. п., неоднократно встречающиеся в Подмосковье, тогда как термин в ед. ч. применяется только в отдельных случаях. 

## География
Деревня Бережки расположена в 41 километре от Москвы  на берегу Истринского водохранилища. Рядом проходят три крупных шоссе: Пятницкое, Ленинградское и платная дорога М11. Это обеспечивает удобный доступ к деревне и способствует её развитию.
Деревня Бережки — это живописное место, которое привлекает своей красотой и спокойствием. Здесь расположен дом Аллы Пугачёвой , а также одна из самых больших вилл в России — вилла Michetti . Это место можно назвать «мини-Петергофом» в Подмосковье.
Деревня Бережки предлагает своим жителям и гостям уникальный отдых на природе, вдали от городской суеты. Вилла Michetti является настоящим украшением этого места. Она поражает своими размерами и красотой, создавая атмосферу роскоши и изысканности.

## История
Принято считать образование деревни с 1836 года. С появление упоминания в церковных книга. Деревня располагалась а крутом склоне реки Истры. 
В «Списке населённых мест» 1862 года деревня Бережки — казённая деревня Звенигородского уезда Московской губернии на тракте из города Воскресенска в город Клин, в 42 верстах от уездного города, при реке Истре, с 48 дворами и  320 жителями (143 мужчин, 177 женщин). В то время деревня было - селение, без церкви, где жители были преимущественно крестьяне разных ведомств.
С 1994 до 2006 годы деревня входила в Соколовский сельский округ Солнечногорского района..
С 2005 до 2019 годы деревня включалась в Соколовское сельское поселение Солнечногорского муниципального района.
С 2019 года деревня входит в городской округ Солнечногорск, в рамках администрации которого деревня относится к территориальному отделу Соколовское. Руководитель отдела Соколовское - Цицилин Иван Николаевич.
8 февраля 2025 года в деревне Бережки проводились выборы старосты. Численность зарегистрированных жителей, участвующих в голосовании, составила 160 человек согласно спискам регистрации.
Согласно кадастровой карте, количество зарегистрированных домовладений в деревне превышает 1000. Это свидетельствует о значительном росте населения с 2010 года — более чем в 15 раз.

## Население
| 1852 | 1859 | 1890 | 1899 | 1926 | 1966 | 1998 |
| ---- | ---- | ---- | ---- | ---- | ---- | ---- |
| 326  | ↘320 | ↗349 | ↗358 | ↘266 | ↗498 | ↘109 |
| 2002 | 2010 |      |      |      |      |      |
| ↗128 | ↘107 |      |      |      |      |      |